# Obwód archangielski

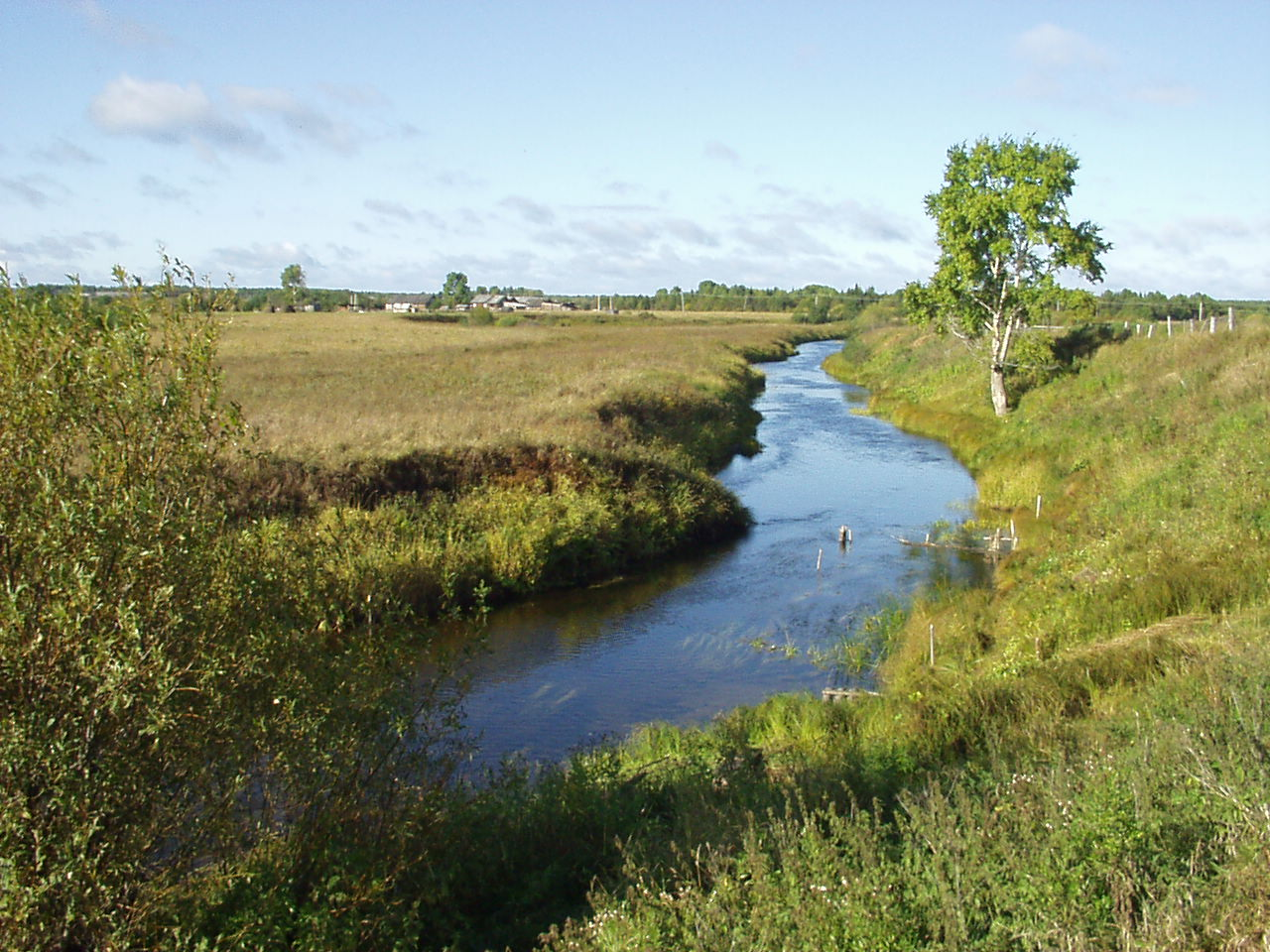
Krajobraz rejonu plesieckiego

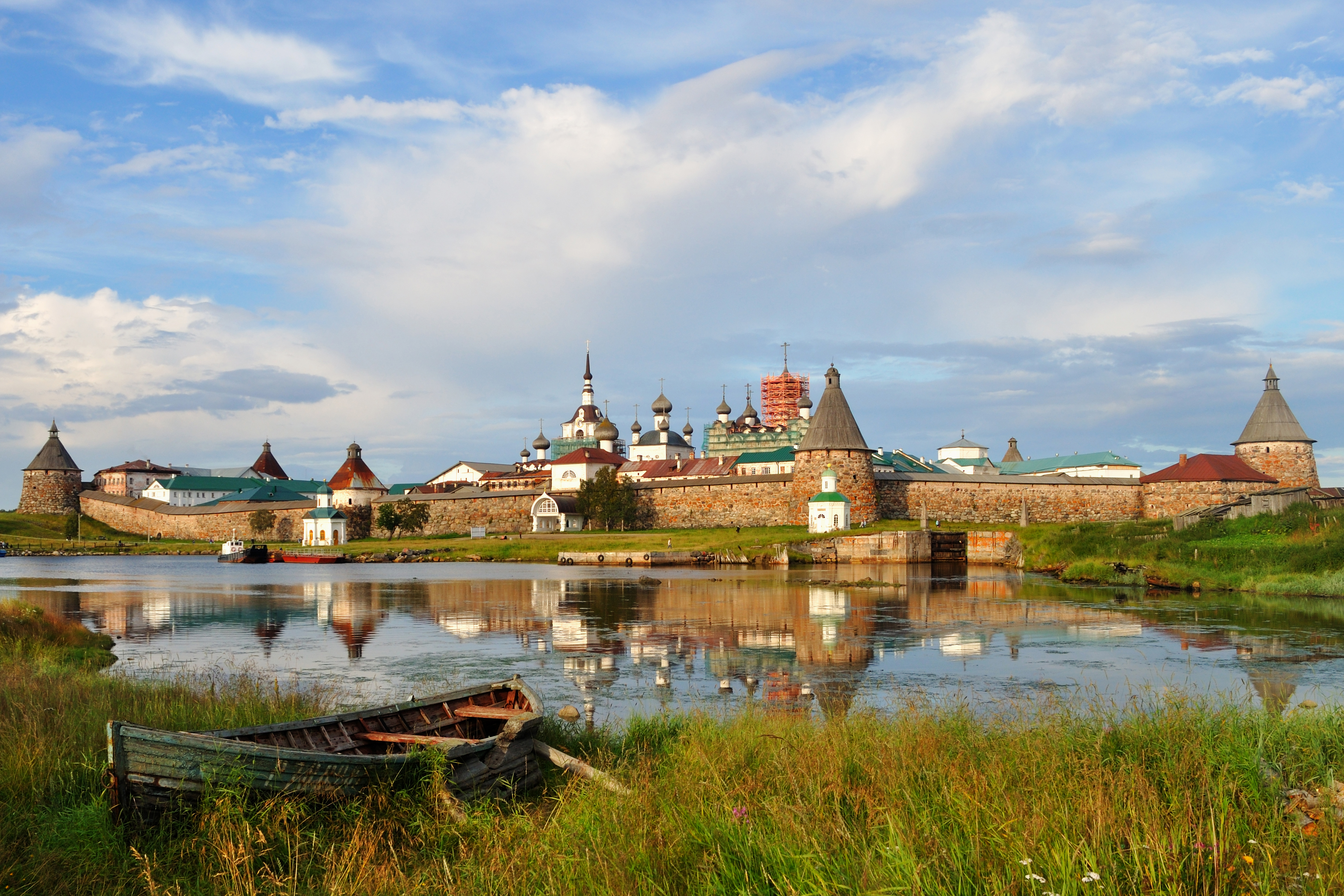
Monastyr Sołowiecki na Wyspie Sołowieckiej

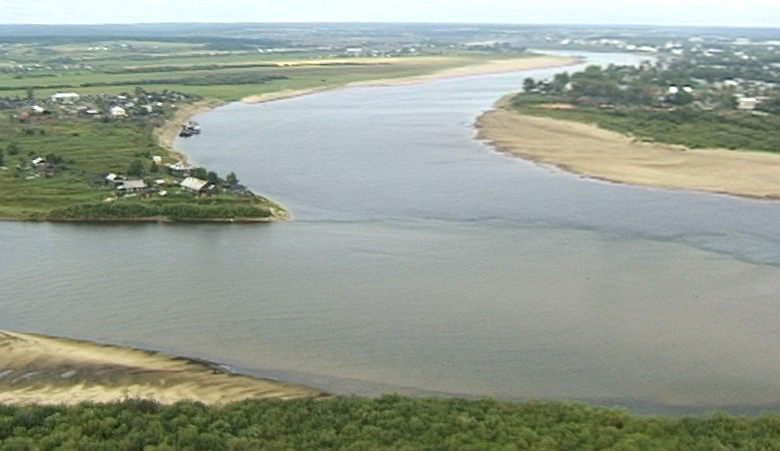
Dwina

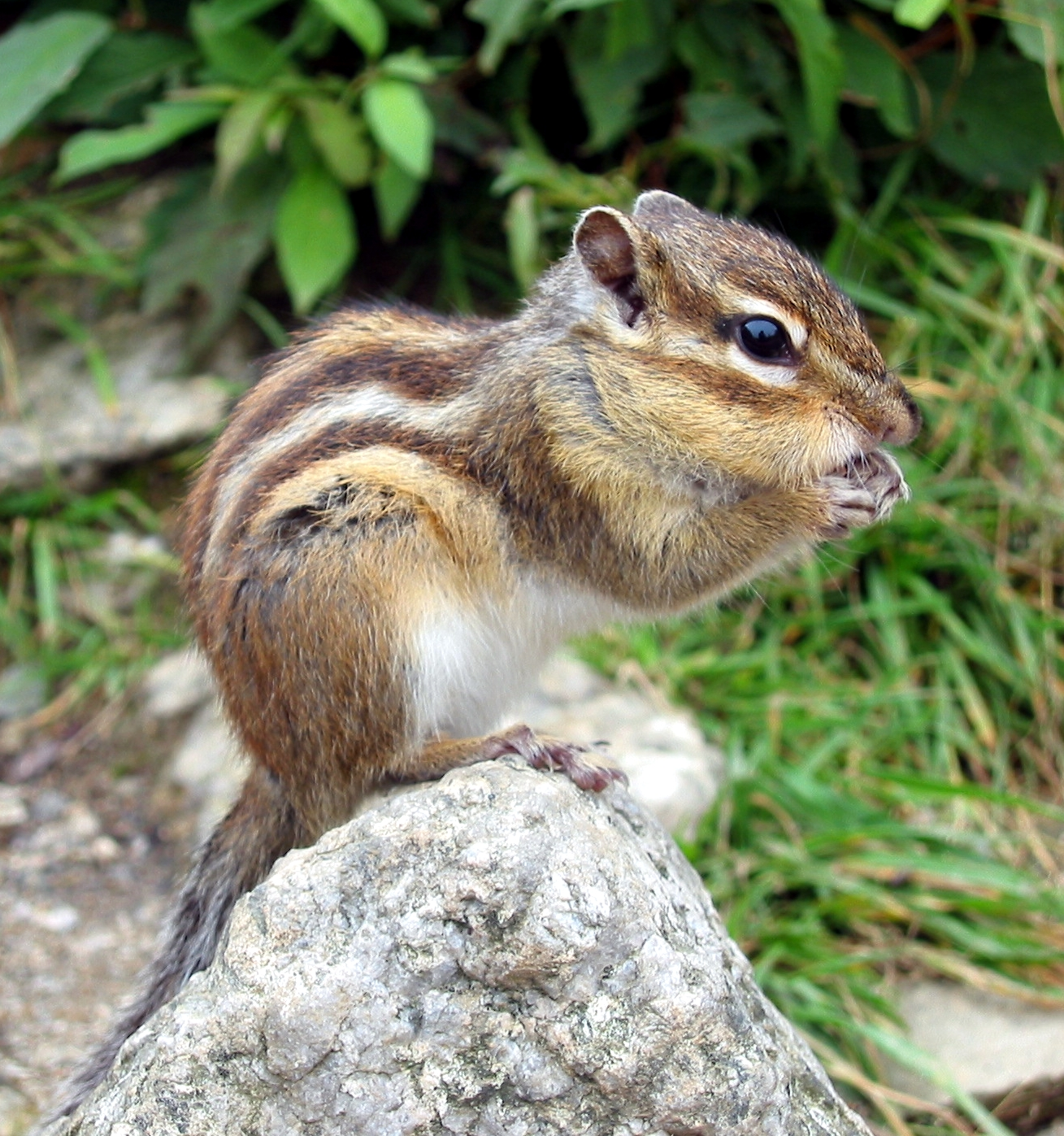
Burunduk – jeden z przedstawicieli lokalnej fauny

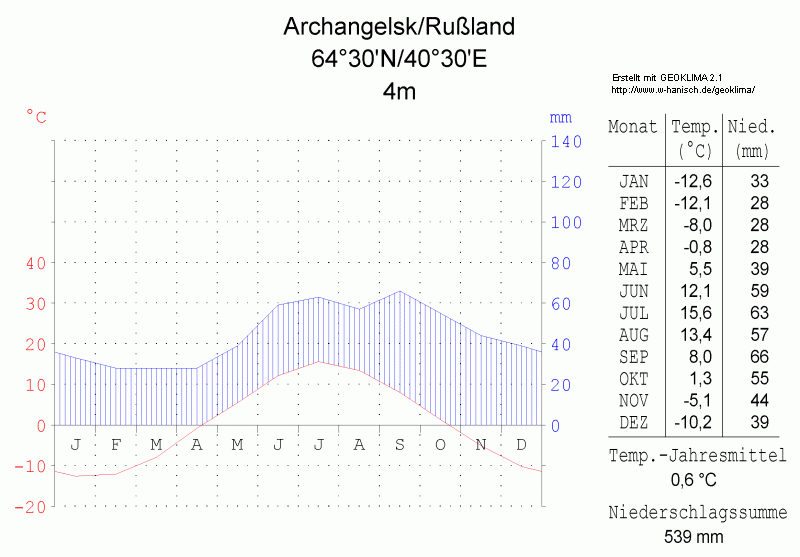
Diagram pokazujący wielkość opadów i temperatury w regionie na przykładzie jego stolicy – Archangielska

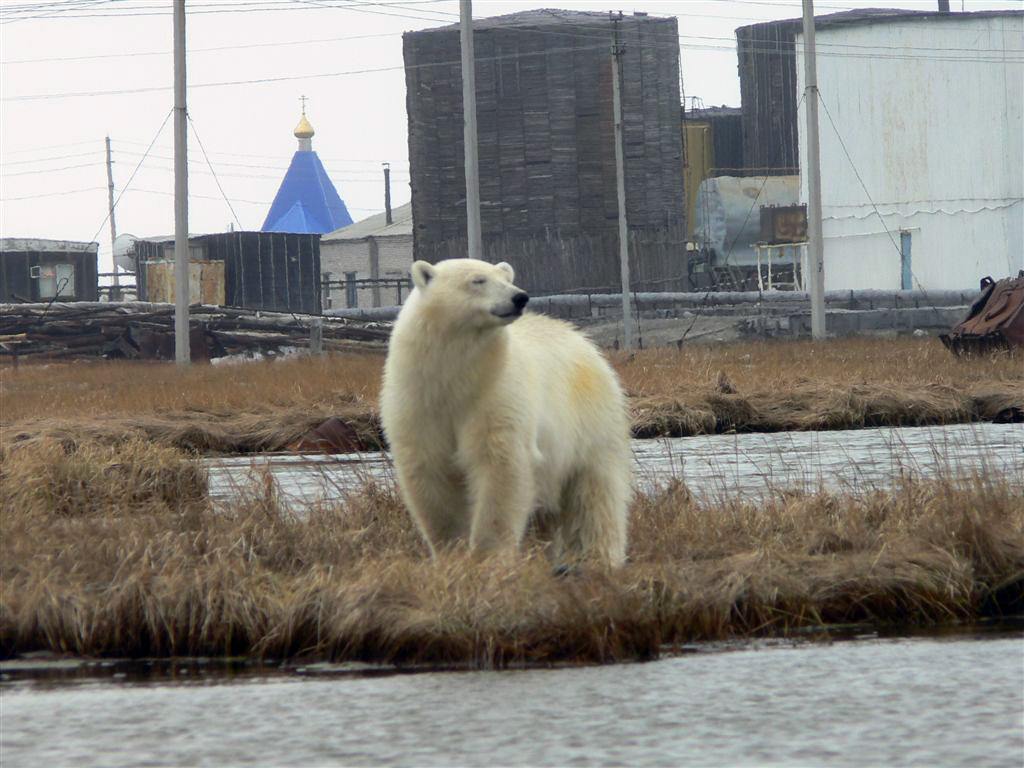
Niedźwiedź polarny w osadzie Warandej w Nienieckim OA

Obwód archangielski (ros. Архангельская область) – jednostka administracyjna Federacji Rosyjskiej.

## Geografia

### Położenie i powierzchnia
Obwód leży w północno-zachodniej części Rosji, w północnej części Niziny Wschodnioeuropejskiej. Obwód ma dostęp do licznych akwenów: Morza Białego, Morza Barentsa, Morza Peczorskiego i Morza Karskiego.
Na terenie obwodu znajduje się przylądek Fligely, uważany za najbardziej na północ wysunięty punkt Eurazji (81°51′N, 59°14′E) i mys Żełanija, będący położoną najdalej na wschód częścią Europy.
Region (włączając Nieniecki Okręg Autonomiczny) ma powierzchnię 587 400 km² i graniczy z obwodem kirowskim, obwodem wołogodzkim, Republiką Karelii i republiką Komi.
Północna część obwodu leży na obszarze wiecznej zmarzliny.
W skład obwodu wchodzą także arktyczne archipelagi Ziemia Franciszka Józefa oraz Nowa Ziemia.

#### Przynależność administracyjna
Pod względem administracyjnym obwód wchodzi w skład utworzonego w 2000 Północno-Zachodniego Okręgu Federalnego.

#### Strefa czasowa
Obwód należy do moskiewskiej strefy czasowej (MSK). UTC +4:00 przez cały rok. Wcześniej, przed 27 marca 2011 roku, obowiązywał czas standardowy (zimowy) strefy UTC+3:00, a czas letni – UTC+4:00.

### Hydrologia
Przez teren obwodu płynie ok. 70 tys. większych i mniejszych cieków wodnych, o łącznej długości ok. 275 tys. km. Największymi rzekami są: Dwina (wraz z Suchoną i Jugiem), Onega, Peczora, Miezień, Wyczegda, Pinega i Waszka. Spośród nich największe znaczenie dla żeglugi posiada Dwina.
Duża część wód zmagazynowana jest w postaci bagien.

### Roślinność
Obszar regionu leży w strefie lasów iglastych północnych oraz strefie tundry, jedynie powierzchnię wysp arktycznych Nowej Ziemi i Ziemi Franciszka Józefa stanowią obszary pustyń lodowych.
Lasy zajmują ponad 50% powierzchni obwodu. W strefie tajgi najszerzej rozprzestrzenionym gatunkiem jest świerk, drugie miejsce zajmuje sosna. Jodła i modrzew spotykane są tylko na wschodzie regionu. Tundrę porastają typowe dla tej formacji roślinnej gatunki: głównie rozmaite mchy, porosty, krzewinki oraz nieliczne rośliny kwiatowe, a także pojedyncze karłowate formy brzóz i wierzb.

### Fauna
Świat zwierzęcy obwodu jest dość ubogi. Ze ssaków w strefie tundry i na wybrzeżach żyją m.in. niedźwiedź polarny, mors, kilka gatunków fok (np. foka wąsata), a strefie lasów: łoś, jeleń, niedźwiedź brunatny, ryś, rosomak, wilk szary, lis, wiewiórka, norka, bóbr, piżmak, burunduk i zając.
Z ptaków spotkać tutaj można cietrzewie, głuszce, jarząbki, dzięcioły, gile, sikory, a także zapisane w Czerwonej Księdze zagrożone gatunki jak: orzeł-bielik, rybołów, orzeł przedni, żuraw szary i inne.

### Klimat
Na terenie obwodu archangielskiego panuje klimat umiarkowany chłodny, na większości obszaru – typu kontynentalnego, na północnym zachodzie, gdzie istnieje pewien łagodzący wpływ Golfsztromu – typu morskiego. W północno-wschodniej części regionu panuje klimat subpolarny. Na obszarze regionu lato trwa krótko i jest chłodne, zaś zima jest długa (na krańcach północno-wschodnich nawet 250 dni) i mroźna, z silnymi wiatrami. Średnia temperatura powietrza w styczniu to ok. –26 °C (cieplej na północnym zachodzie, chłodniej na północnym wschodzie), zaś lipca – +15 °C (cieplej na południu, chłodniej na północy i wybrzeżach). Zimą temperatura potrafi spadać poniżej –50 °C; najniższa temperatura zanotowana w samym Archangielsku, gdzie nie jest najchłodniej, to –45,2 °C. Niekiedy latem bywa nawet powyżej +30 °C (w Archangielsku najwyższa zanotowana temperatura to +34,4 °C).
Opady występują przez cały rok, jednak największe ich nasilenie ma miejsce w sierpniu. Deszczowymi miesiącami są też lipiec, wrzesień i październik. W sumie w regionie spada 500–600 mm opadów.
Cechą charakterystyczną lokalnego klimatu są częste zmiany pogodowe, spowodowane zmianami kierunków, z jakich napływają masy powietrza.

## Demografia

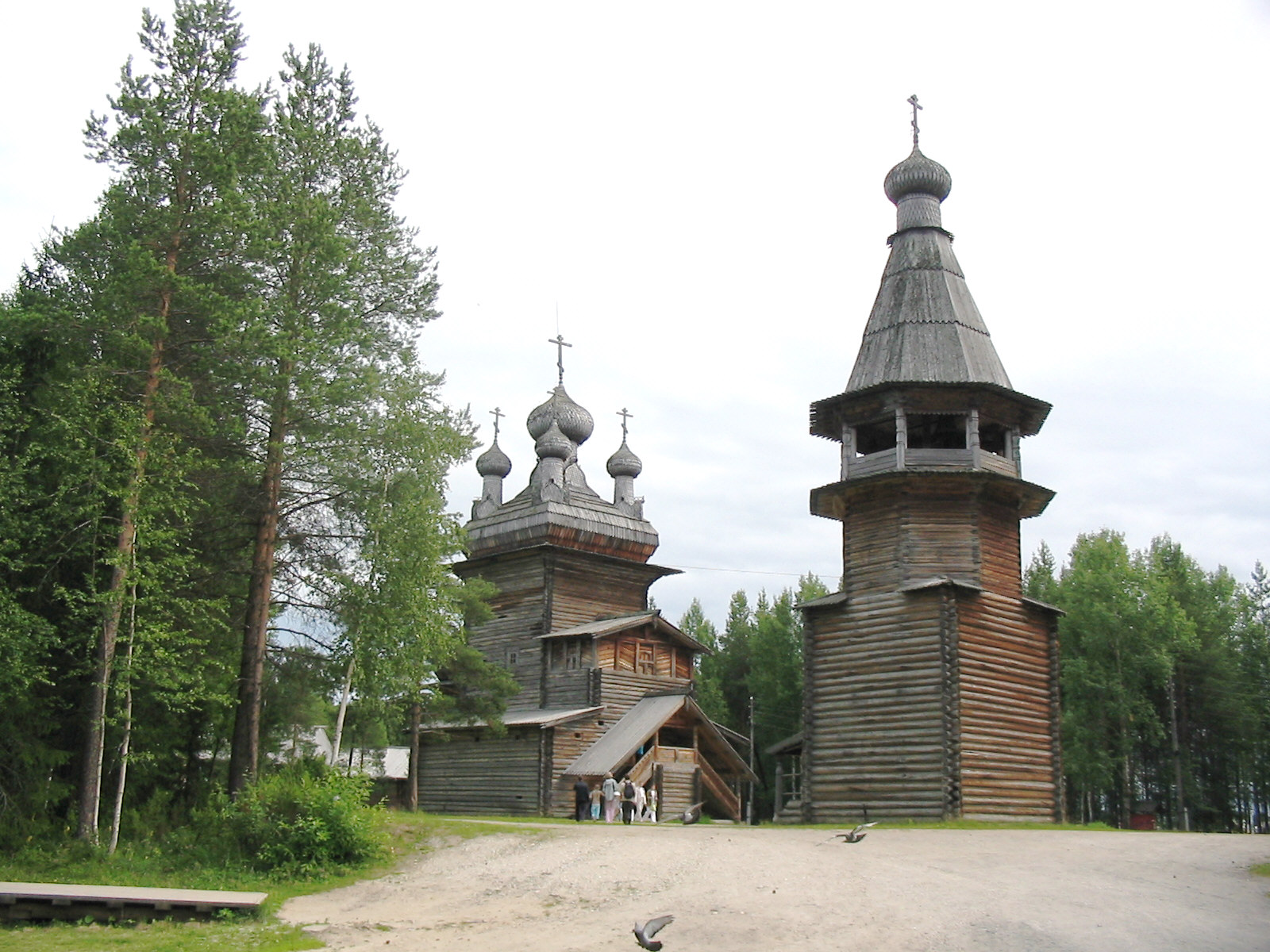
Muzeum w Małych Korelach, w pobliżu Archangielska

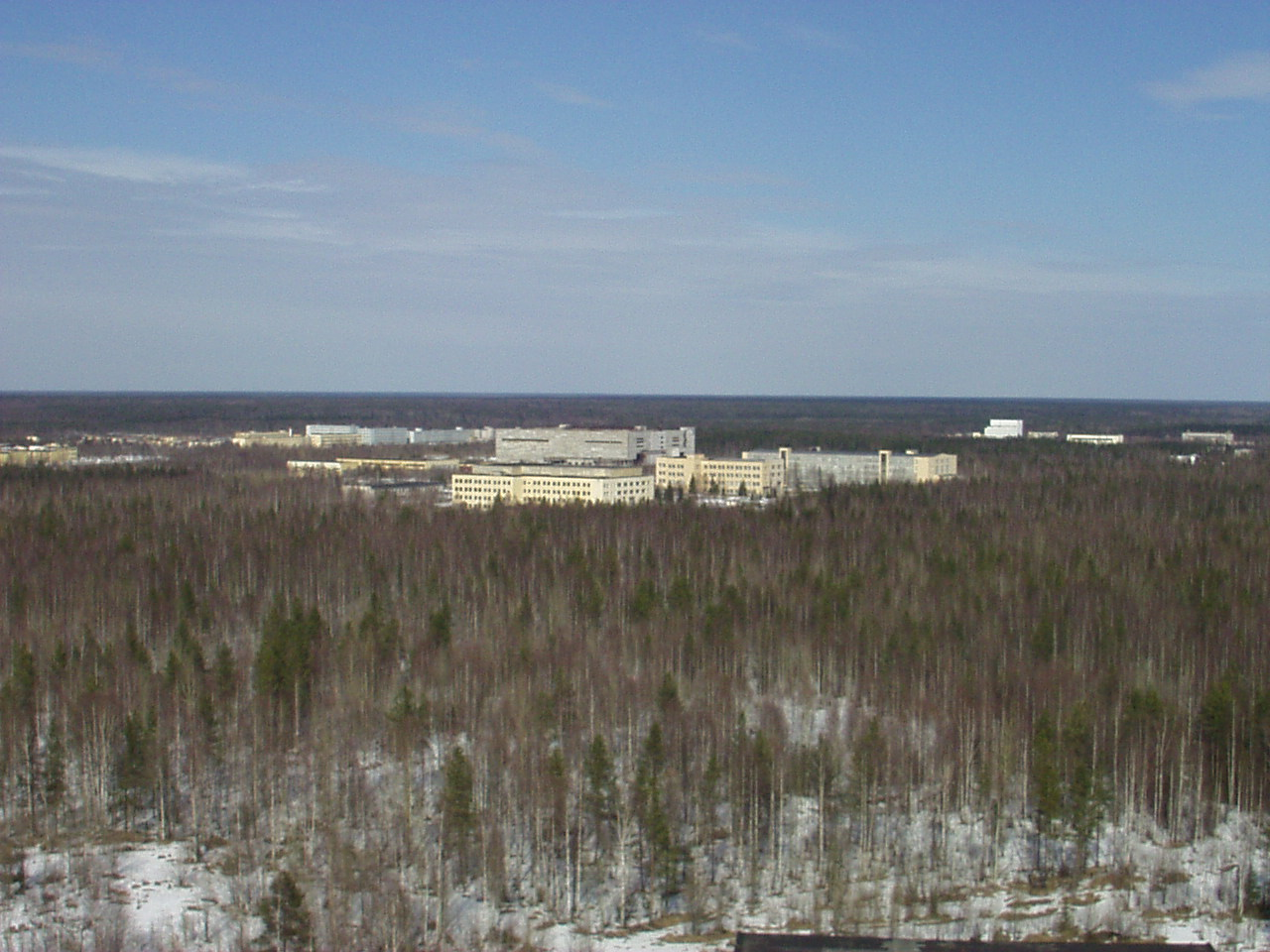
Ośrodek kosmiczny w Plesiecku

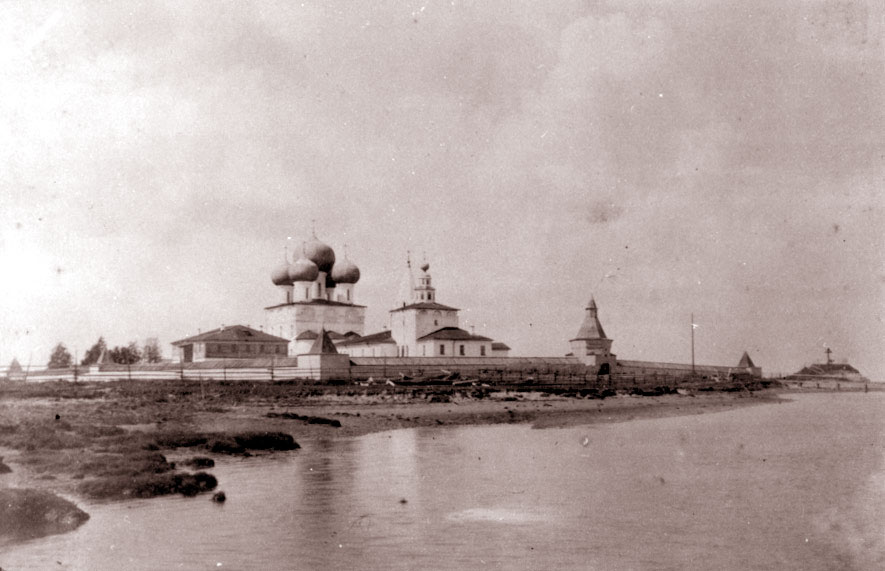
Korielski monastyr w Siewierodwińsku (zdjęcie z ok. 1900 r.)

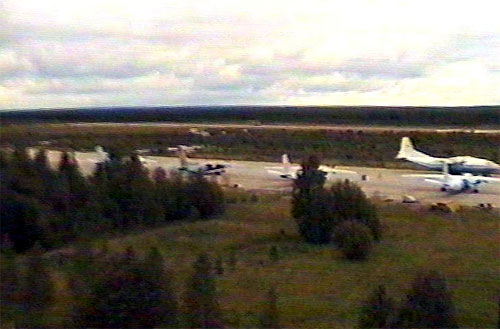
port lotniczy w Plesiecku

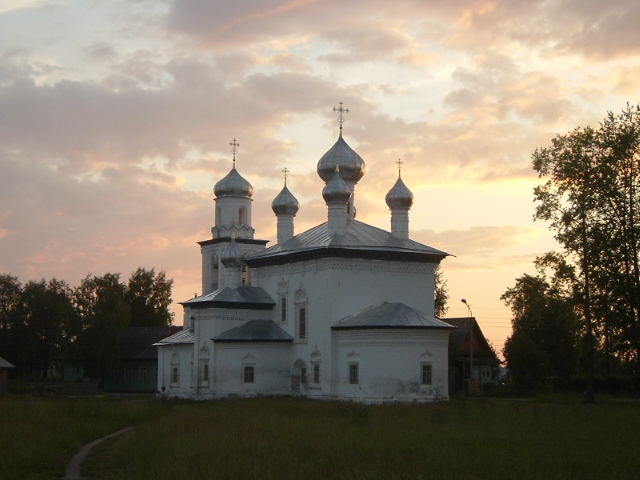
Cerkiew w Kargopolu

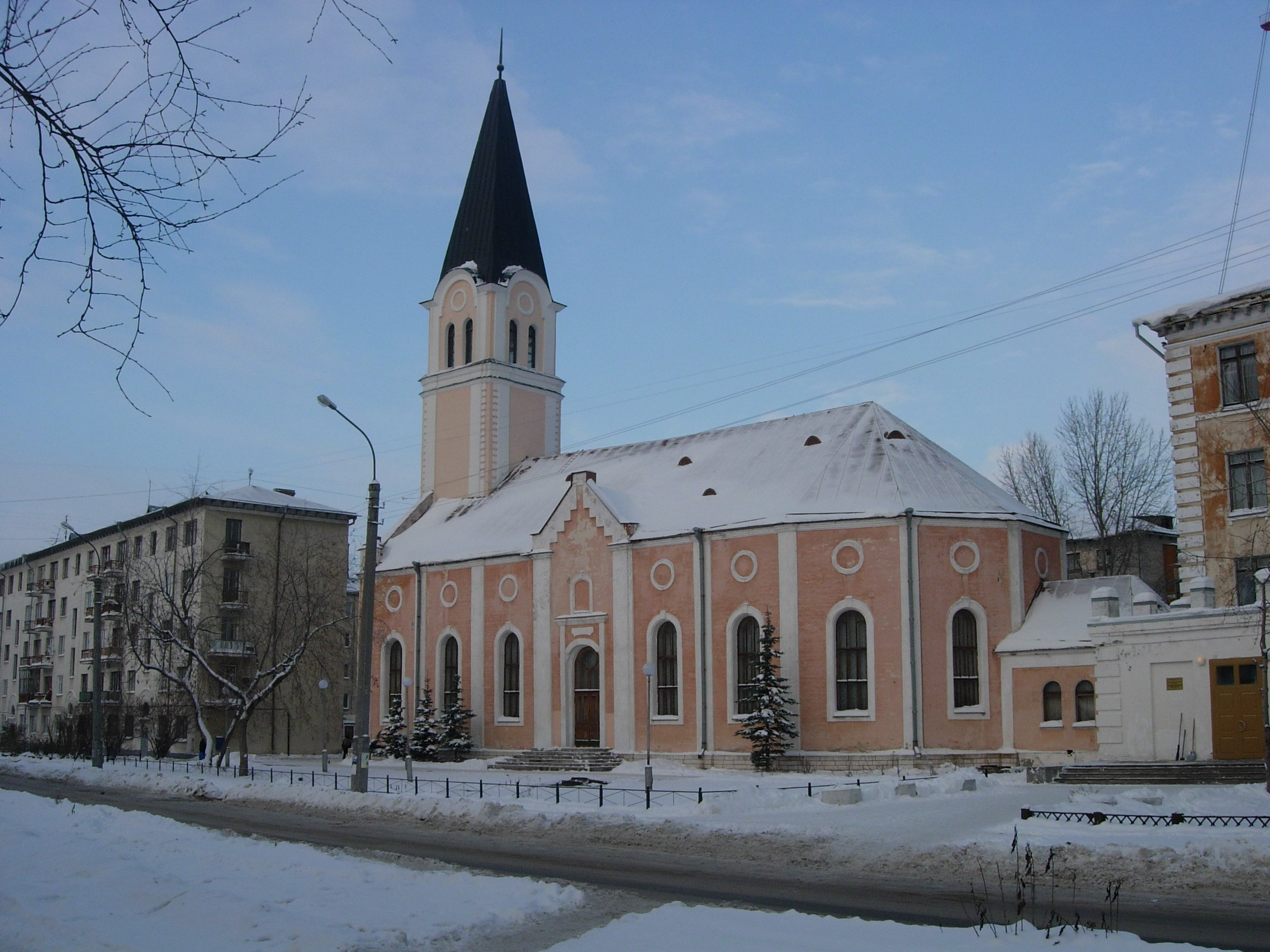
Kościół luterański pw. Św. Katarzyny (Kircha Archangielska)

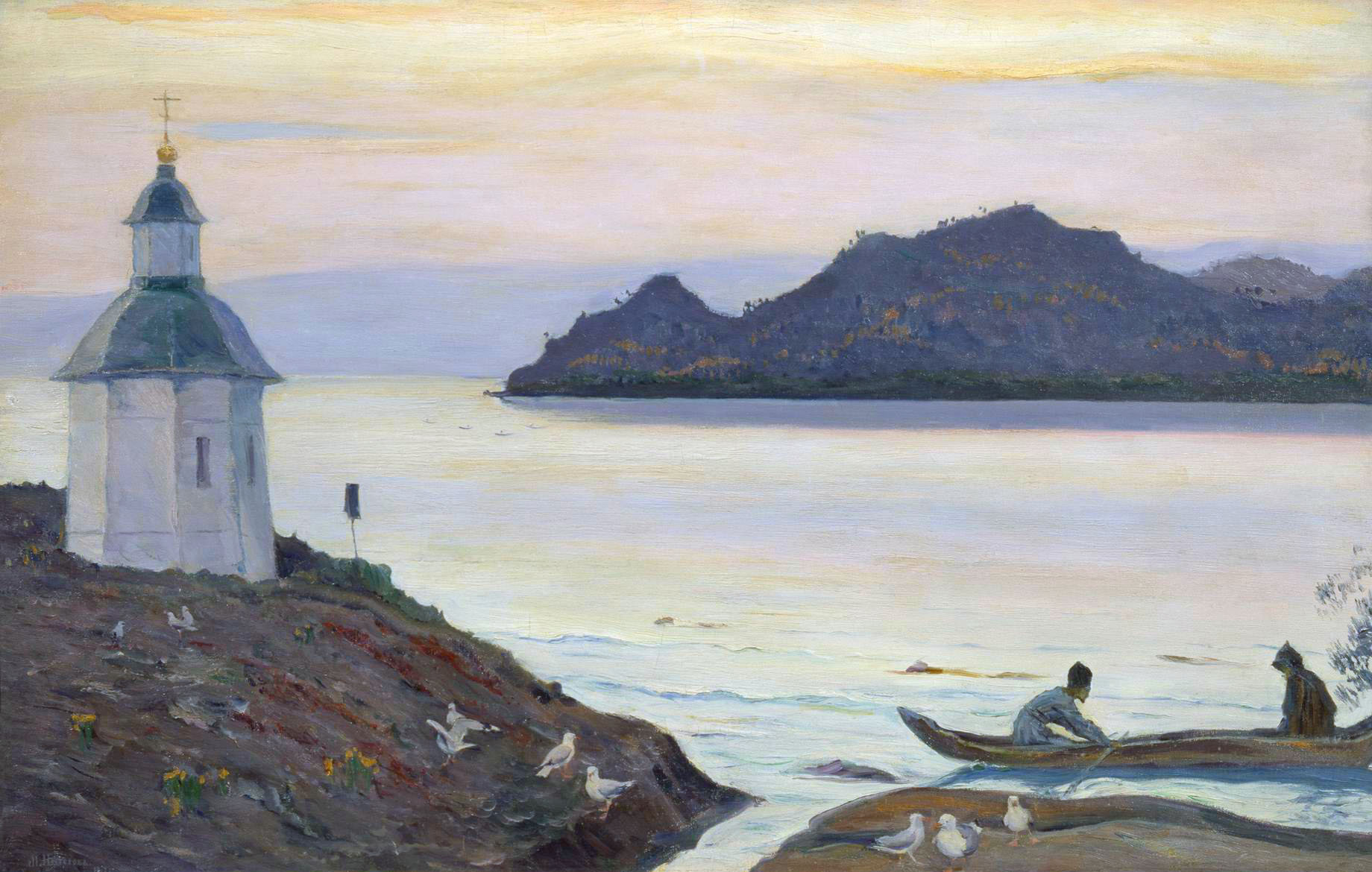
Klasztor prawosławny na Wyspach Sołowieckich

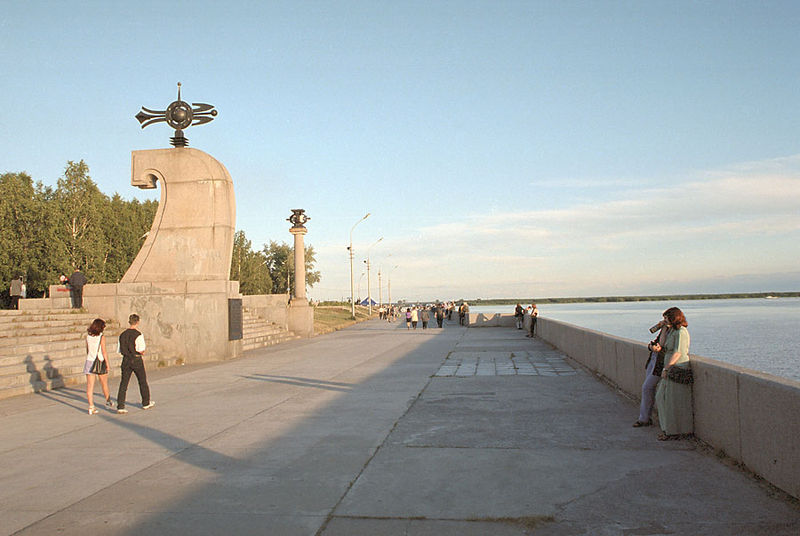
Promenada wzdłuż Dwiny w Archangielsku

Mapa konturowa obwodu z podziałem administracyjnym (mapa nie obejmuje wchodzących w skład obwodu archangielskiego Nienieckiego Okręgu Autonomicznego i Nowej Ziemi)

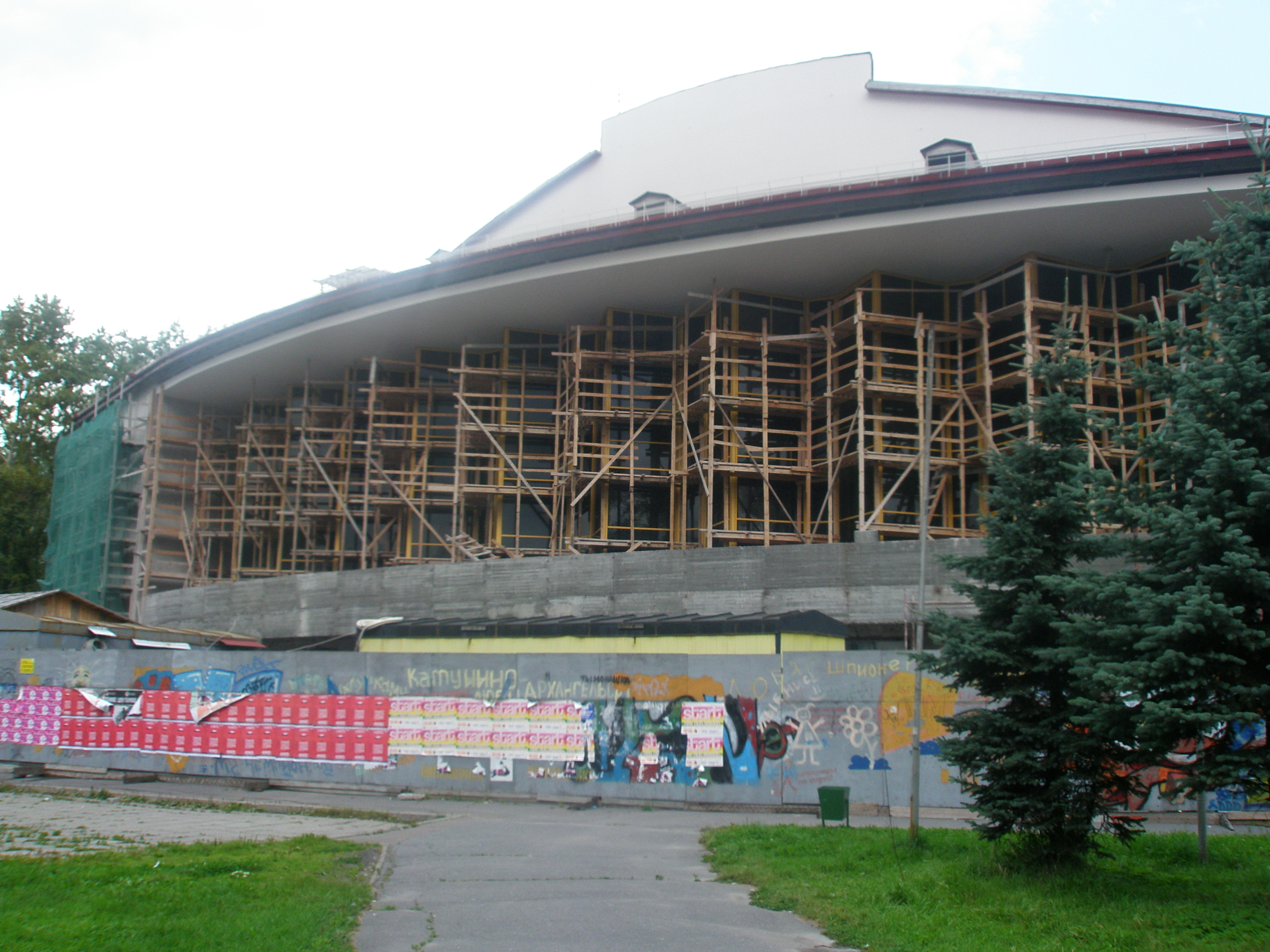
Teatr w Archangielsku

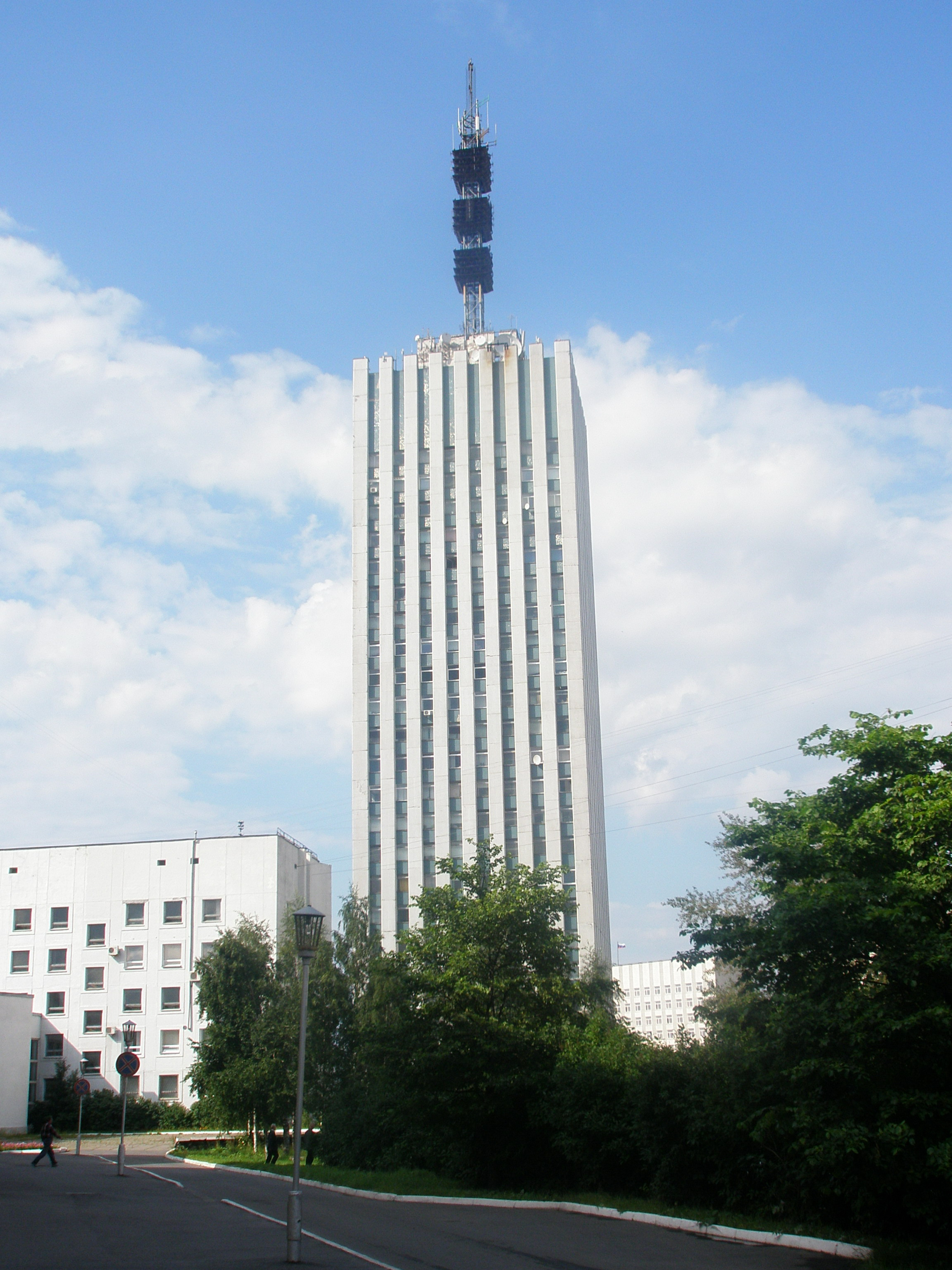
Wysokościowiec w Archangielsku

Obwód archangielski zamieszkuje 989 434 osób (2025) Liczba mieszkańców obwodu od końca lat 80. systematycznie spada. W 2000 żyły tutaj 1 294 993 osoby, zaś w 1989 populację regionu stanowiło 1 516 321 osób. 1/4 ludności zamieszkuje w stolicy regionu – Archangielsku.
Średnia gęstość zaludnienia to ok. 2,2 os./km².

### Statystyki demograficzne
Stan na 2002, według wyników spisu powszechnego; dane dla obwodu archangielskiego wraz z Nienieckim Okręgiem Autonomicznym.
Populacja ogółem: 1 336 539
- Według miejsca zamieszkania:
  - ludność miejska: 999 591 (74,8%)
  - ludność wiejska: 336 948 (25,2%)
- Według płci:
  - mężczyźni: 630 011 (47,1%)
  - kobiety: 706 528 (52,9%)
  - liczba kobiet przypadająca na 1000 mężczyzn: 1121
- Według wieku
  - przeciętny wiek (dla ogółu populacji): 36,5 lat
  - przeciętny wiek w miastach: 35,4 lat
  - przeciętny wiek na wsiach: 39,3 lat
  - przeciętny wiek mężczyzny: 33,3 lat
  - przeciętny wiek kobiety: 39,3 lat
- Liczba gospodarstw domowych ogółem: 509 035 (zamieszkanych przez 1 302 734 osoby)
  - liczba gospodarstw domowych w miastach: 379 212 (zamieszkanych przez 975 832 osoby)
  - liczba gospodarstw domowych na wsiach: 129 823 (zamieszkanych przez 326 902 osoby)

### Narodowości
Dane spisowe z 2002 dla populacji 1 294 993 osób, tj. obwodu archangielskiego, bez Nienieckiego Okręgu Autonomicznego. Wymieniono tylko grupy posiadające powyżej tysiąca przedstawicieli.
- Rosjanie – 1 232 996 osób (95,21%)
  - w tym Pomorcy – 6289 osób (0,49%)
- Ukraińcy – 26 529 osób (2,05%)
- Białorusini – 9986 osób (0,77%)
- Tatarzy – 3072 osób (0,24%)
- Azerowie – 2965 osób (0,23%)
- Czuwasze – 1786 osób (0,14%)
- o nieustalonej narodowości lub bez poczucia przynależności narodowej – 1554 osób (0,12%)
- Niemcy – 1546 osób (0,12%)
- Mołdawianie – 1280 osób (0,1%)
- Komiacy – 1235 osób (0,1%)
- Ormianie – 1133 osób (0,09%)

### Wyznania
Zdecydowana większość ludności wyznaje prawosławie. Po okresie ateizacji w czasach ZSRR pozostała duża liczba niewierzących. Z nielicznych mniejszości wyznaniowych żyje tutaj niewielka mniejszość muzułmańska (kilka tysięcy osób), a także małe grupki protestantów różnych (zwykle nowych) wyznań oraz Świadkowie Jehowy.

## Osadnictwo
Na terenie obwodu znajduje się 14 miast, 21 osiedli typu miejskiego oraz ok. 4 tys. różnej wielkości wsi.

### Miasta i osiedla typu miejskiego
Miasta i największe osiedla typu miejskiego (stan na 1 stycznia 2005)
| Nazwa           | Nazwa rosyjska | Liczba mieszkańców |
| --------------- | -------------- | ------------------ |
| Archangielsk    | Архангельск    | 351 626            |
| Siewierodwińsk  | Северодвинск   | 197 363            |
| Kotłas          | Котлас         | 59 577             |
| Nowodwinsk      | Новодвинск     | 42 900             |
| Koriażma        | Коряжма        | 42 810             |
| Mirnyj          | Мирный         | 29 629             |
| Wielsk          | Вельск         | 26 297             |
| Onega           | Онега          | 22 879             |
| Niandoma        | Няндома        | 22 390             |
| Wyczegodskij    | Вычегодский    | 13 238             |
| Konosza         | Коноша         | 12 471             |
| Kargopol        | Каргополь      | 11 078             |
| Plesieck        | Плесецк        | 10 746             |
| Oktiabr´skij    | Октябрьский    | 9893               |
| Sawinskij       | Савинский      | 7785               |
| Kułoj           | Кулой          | 6595               |
| Bierieznik      | Березник       | 6487               |
| Szenkursk       | Шенкурск       | 6017               |
| Siewieroonieżsk | Североонежск   | 5480               |
| Urdoma          | Урдома         | 4630               |
| Miezień         | Мезень         | 3843               |
| Jercewo         | Ерцево         | 3794               |
| Szypicyno       | Шипицыно       | 3756               |
| Kiziema         | Кизема         | 3732               |
| Ujemskij        | Уемский        | 3557               |
| Obozierskij     | Обозерский     | 3482               |
| Kamienka        | Каменка        | 3246               |
| Priwodino       | Приводино      | 3183               |
| Małoszujka      | Малошуйка      | 3058               |
| Podiuga         | Подюга         | 3007               |

## Podział administracyjny
Obwód archangielski dzieli się na 19 rejonów. Największe miasta regionu nie wchodzą w skład tego podziału i stanowią wydzielone okręgi miejskie (w tym archipelag Nowej Ziemi).
W skład obwodu wchodzi Nieniecki Okręg Autonomiczny, posiadający specjalny status.

### Okręgi miejskie
- Archangielsk
- Koriażma
- Kotłas
- Mirnyj
- Narjan-Mar (Nieniecki Okręg Autonomiczny)
- Nowa Ziemia
- Nowodwinsk
- Siewierodwińsk

### Rejony
- Rejon chołmogorski (ros. Холмогорский район)
- Rejon kargopolski (ros. Каргопольский район)
- Rejon konoski (ros. Коношский район)
- Rejon kotłaski (ros. Котласский район)
- Rejon krasnoborski (ros. Красноборский район)
- Rejon leński (ros. Ленский район)
- Rejon leszukoński (ros. Лешуконский район)
- Rejon miezieński (ros. Мезенский район)
- Rejon niandomski (ros. Няндомский район)
- Rejon oneski (ros. Онежский район)
- Rejon pinieski (ros. Пинежский район)
- Rejon plesiecki (ros. Плесецкий район)
- Rejon primorski (ros. Приморский район)
- Rejon szenkurski (ros. Шенкурский район)
- Rejon ustiański (ros. Устьянский район)
- Rejon wielski (ros. Вельский район)
- Rejon wierchnietojemski (ros. Верхнетоемский район)
- Rejon wiliegodzki (ros. Вилегодский район)
- Rejon winogradowski (ros. Виноградовский район)

## Władza i administracja

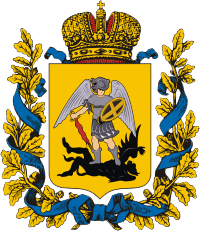
Herb guberni archangielskiej

Obwód archangielski, podobnie jak inne części Federacji Rosyjskiej posiada szeroki zakres samorządności. Władzę prawodawczą w regionie sprawuje lokalny parlament, a administracją obwodu kieruje gubernator. Akty prawa mogą być stanowione przez te organy tylko w ramach kompetencji im przyznanych i nie mogą stać one w sprzeczności z prawem ogólnorosyjskim.
Najwyższym aktem prawa miejscowego jest Statut Obwodu Archangielskiego uchwalony w 2001.
Władzę prawodawczą w regionie sprawuje lokalny parlament – Archangielskie Obwodowe Zebranie Delegatów, złożony z 62 członków, spośród których połowa wybierana jest w wyborach bezpośrednich w jednomandatowych okręgach, zaś druga połowa wybierana jest z list partyjnych. Ostatnie wybory odbyły się 19 grudnia 2004, i w ich wyniku ustalił się następujący skład Zebrania Delegatów:
- 21 posłów (23,55% głosów) – partia Jedna Rosja
- 6 posłów (13,89% głosów) – Liberalno-Demokratyczna Partia Rosji
- 6 posłów (12,66%) – partia Rodina (Ojczyzna)
- 6 posłów (8,63%) – Komunistyczna Partia Federacji Rosyjskiej.
- 6 posłów (8,19%) – blok „Nasza Ojczyzna – Obwód Archangielski”, złożony z lokalnych oddziałów Sojuszu Sił Prawicowych i partii Jabłoko
- 3 posłów (7,97%) – Partia Sprawiedliwości Społecznej

4 posłów z okręgów jednomandatowych nie udało się wybrać.

## Historia

### Historia ziemi archangielskiej
Pierwotnymi mieszkańcami regionu archangielskiego były plemiona ugrofińskie. Pierwsza wzmianka o tych obszarach pochodzi ze staronordyckiego zbioru sag Heimskringla. Wynika z niej, iż w 918 na terenach tych wylądował król norweski Eryk Krwawy Topór, który gdzieś nad dolną Dwiną stoczył zwycięską bitwę.

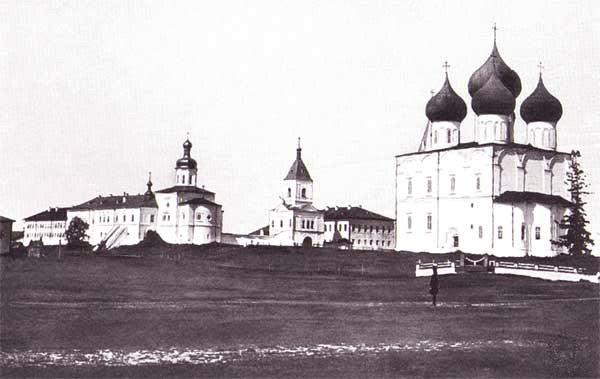
Katedra w Chołmogorach – jednej ze starszych osad w regionie (XIX wiek)

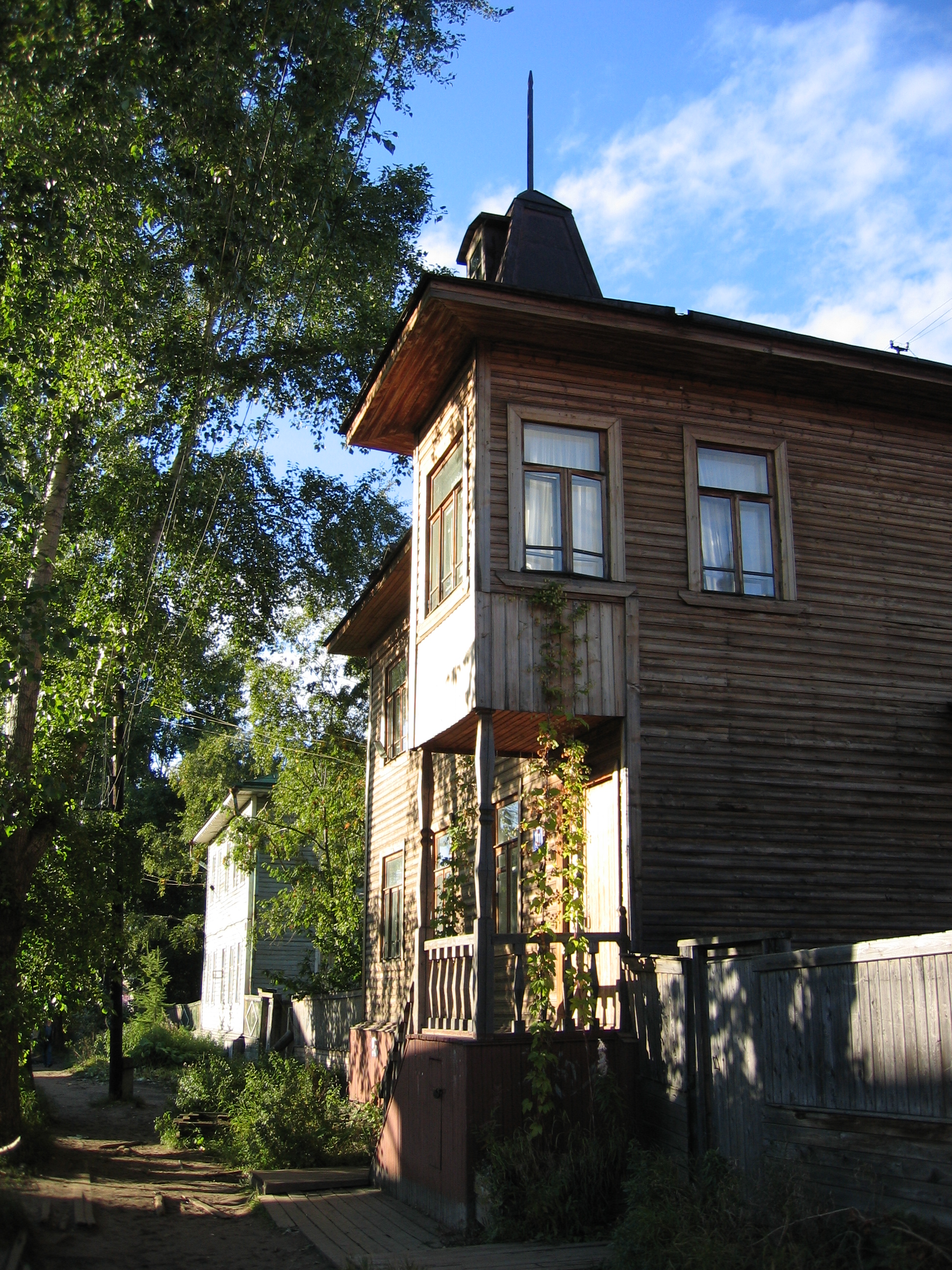
Stary, drewniany budynek w centrum Archangielska

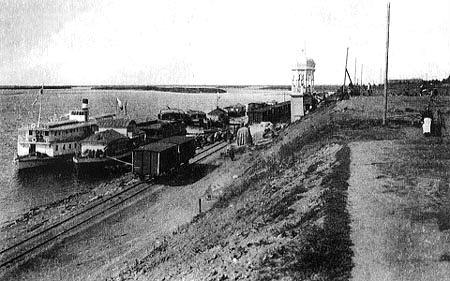
Nabrzeże w pobliżu Kotłas we wczesnych latach 20.

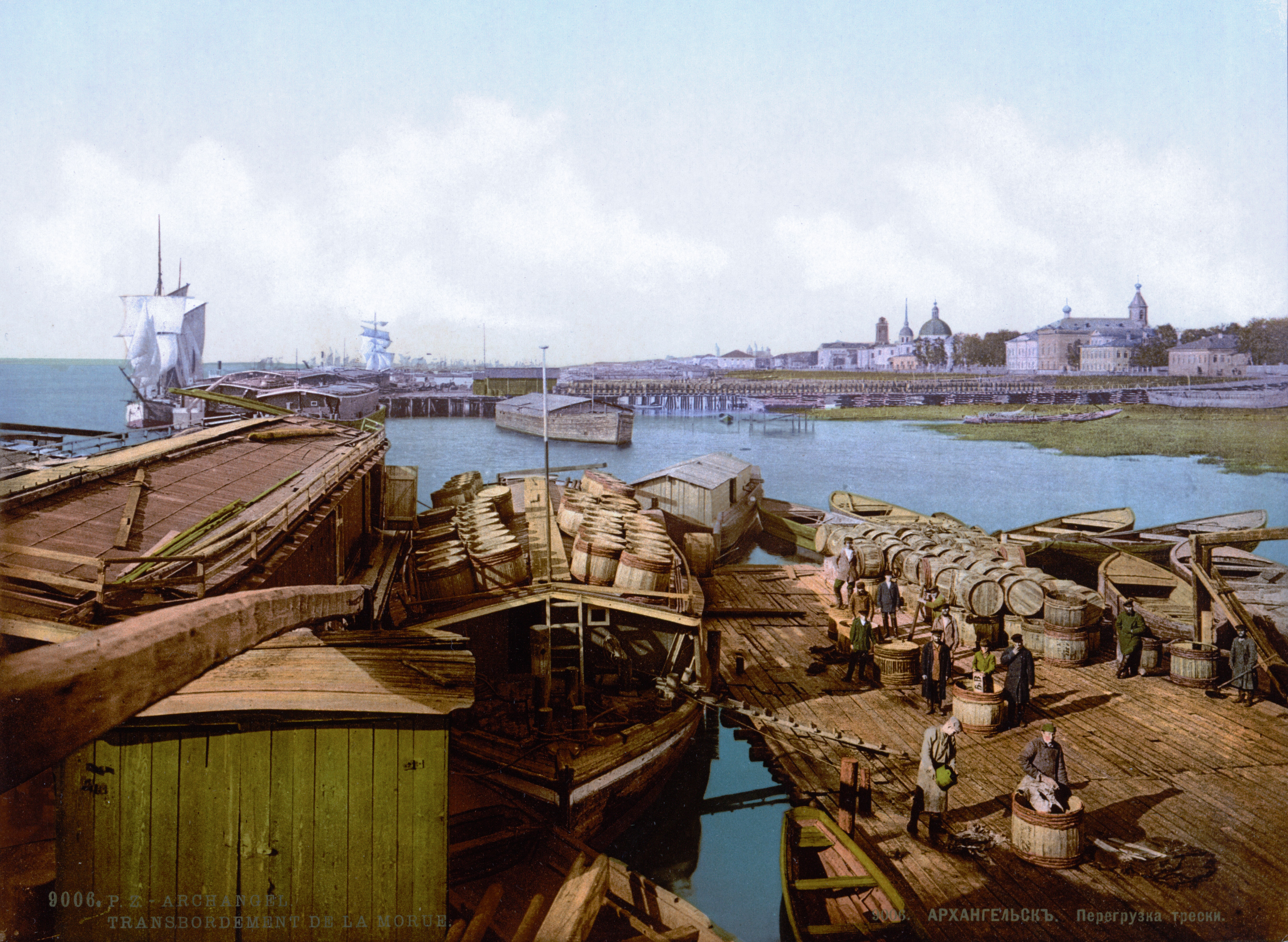
Archangielsk w 1896 r.

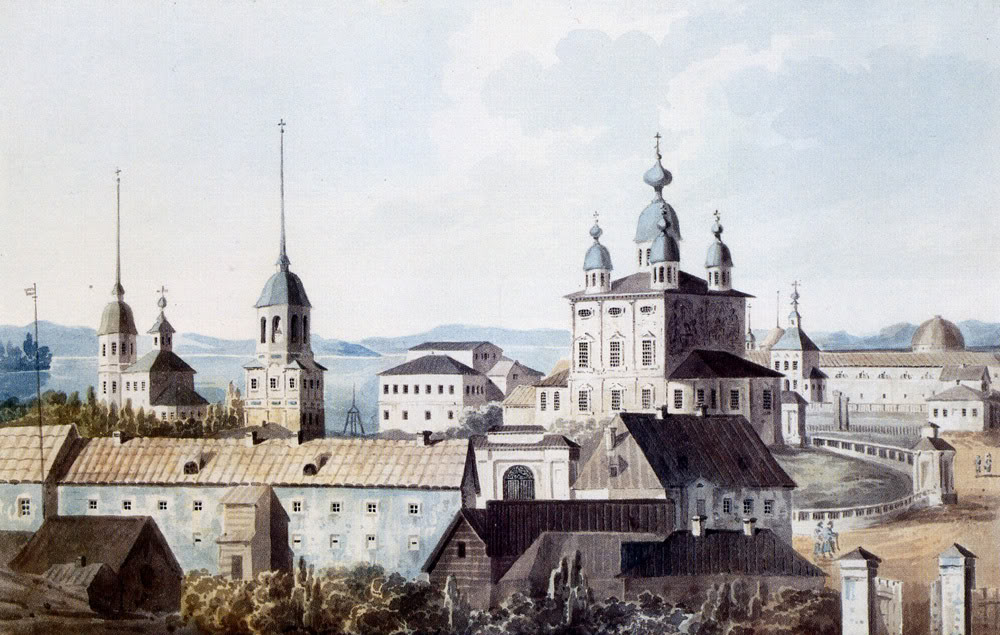
Archangielsk w 1826 r. z widoczną katedrą pw. św. Trójcy

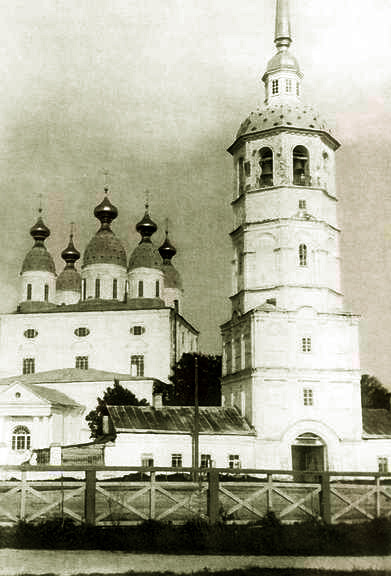
Katedra św. Trójcy

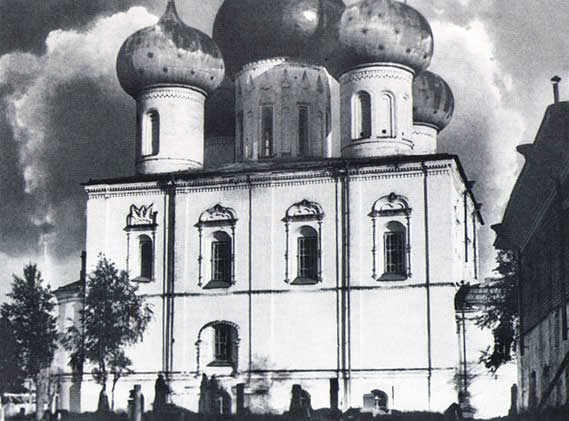
Katedra monasteru w Archangielsku, zbudowana w latach 1685–1689, zburzona w 1929 r. (na zdjęciu z 1909)

Osadnicy ruscy pojawili się na terenie obwodu w XII wieku i byli nimi prawosławni mnisi z Nowogrodu, którzy u ujścia Dwiny, w pobliżu dzisiejszego Archangielska założyli monastyr pw. Michała Archanioła. Wkrótce oprócz zakonników pojawili się tutaj także świeccy stali mieszkańcy. Do dziś ich potomkowie uważają się za odrębną grupę etnograficzną w obrębie Rosjan, lub zgoła osobny naród; w czasie spisu powszechnego z 2002 jako Pomorcy (ros. Поморы) zadeklarowało się 6571 obywateli Federacji Rosyjskiej.
W latach następnych na obszarze regionu ścierały się wpływy nowogrodzkie z norweskimi. Oba kraje chciały opanować te ziemie, by ciągnąć zyski z handlu futrami. W 1411 wybuchła otwarta wojna, w wyniku której Nowogrodzianie pokonali Norwegów i najechali północną część ich państwa (Finnmark). Kilka lat później, w 1419 norweskie okręty wojenne wpłynęły na Morze Białe, a przywiezione na ich pokładach oddziały zniszczyły wiele ruskich osad na wybrzeżu, w tym monastyr nad Dwiną. Mimo to region pozostał pod polityczną kontrolą Nowogrodu, a po jego upadku (1478) obszar dzisiejszego obwodu, podobnie jak inne dawne nowogrodzkie ziemie, wszedł w skład Państwa Moskiewskiego.
W 1553/1554 angielski żeglarz i badacz Arktyki Richard Chancellor założył faktorię handlową w miejscu dzisiejszego Archangielska. Należała ona do spółki Muscovy Company, a do handlu szybko przyłączyli się także Holendrzy. Ponieważ w owym czasie Rosja nie posiadała dostępu ani do Morza Czarnego, ani do Bałtyku, placówka ta szybko nabrała dużego znaczenia i stała się ona najważniejszym punktem wymiany handlowej między Rosją a Europą Zachodnią. Ponieważ liczba budowanych wokół klasztoru faktorii, składów, magazynów i domów szybko rosła, a w ślad za domami kupców pojawiły się tutaj stałe osady rybaków i żeglarzy, wkrótce car Iwan Groźny, dla zabezpieczenia handlu i zapobieżenia próbom opanowania tych strategicznie ważnych ziem przez inne kraje postanowił zbudować tutaj twierdzę. Stosowny ukaz posiada datę4 marca 1583. Za datę powstania Archangielska przyjmuje się 1584. Początkowo nowo powstałe miasto nosiło nazwę Nowochołmogory, pochodzącą od sąsiedniej osady kupieckiej (obecnie wsi) Chołmogory, jednak w 1613 przemianowano je na Archangielskij Gorod (ros. Apхангельский город), w dosłownym tłumaczeniu: miasto archanielskie, nawiązując w ten sposób do patrona klasztoru. W powszechnym języku nazwa ta została szybko zastąpiona przez Archangielsk. Miasto szybko się rozwijało, zaś region był jedynym obszarem europejskiej Rosji posiadającym dostęp do morza. W 1667 drewniane w przeważającej części miasto strawił wielki pożar, szybko je jednak odbudowano. W 1693 cesarz Piotr Wielki w Archangielsku utworzył rosyjską flotę wojenną i handlową, a w pobliżu miasta założył stocznię. W czasie III wojny północnej, dla lepszego zabezpieczenia regionu przed ewentualnym atakiem Szwedów umocniono Archangielsk i założono twierdzę Nowodwińsk. Późniejsze zdobycze terytorialne Piotra I i uzyskanie przez Rosję dostępu do Bałtyku sprawiły, iż region utracił na znaczeniu, a sam Archangielsk jako port łączący Rosję i Europę został zmarginalizowany przez nową stolicę kraju – Sankt Petersburg. Rozpoczął się powolny upadek miasta, a wraz z nim – regionu. Na początku XIX wieku Archangielsk na krótko odzyskał znaczenie jako port handlowy łączący Rosję z Anglią. Było to w okresie wojen napoleońskich i zarządzonej przez Napoleona Bonaparte blokady handlowej Anglii; nieprzestrzeganie blokady przez Rosję korzystającą z archangielskiego portu było bezpośrednim uzasadnieniem ataku Francji na ten kraj w 1812.
W okresie I wojny światowej Archangielsk ponownie uzyskał znaczenie ważnego portu, za pośrednictwem którego Rosja uzyskiwała od sojuszników pomoc w postaci broni i amunicji. Po rewolucji październikowej region stał się jednym z bastionów armii tzw. Białych, tj. przeciwników rewolucji, zaś w samym mieście wylądowali żołnierze amerykańscy.
W okresie ZSRR region stał się ważnym miejscem zesłań; działały tutaj liczne GUŁagi.

### Przynależność administracyjna i powstanie obwodu
W 1708 w północnej części europejskiego obszaru Rosji powstała gubernia archangielogorodzka (ros. Архангелогородская губерния). Obejmowała ona znaczne obszary, m.in. tereny dzisiejszego obwodu murmańskiego i Republiki Komi. W 1780 zmniejszono jej powierzchnię, ale i tak teren podległy władzy gubernatorów z Archangielska był znacznie rozleglejszy niż obszar dzisiejszego obwodu. W 1784 utworzono namiestnikostwo archangielskie (Архангельское наместничествo), przemianowane w 1796 na gubernię archangielską (Архангельская губерния), mniejszą niż gubernia archangielogorodzka, jednak również większą niż dzisiejszy obwód; gubernia ta była największą gubernią w europejskiej części Rosji, miała powierzchnię ok. 842,5 tys. km² (dzisiejszy obwód – ok. 590 tys. km²). Z nieznacznymi jedynie zmianami przetrwała ona do 1929.
Po likwidacji guberni archangielskiej kilkakrotnie zmieniano przynależność administracyjną i granice poszczególnych jednostek terytorialnych. Ostatecznie 23 września 1937 powstał obwód archangielski w granicach zbliżonych do dzisiejszych; jedynie w 1940/1941 rejony: opariński, łuski i podosinowski zostały wyłączone z obwodu archangielskiego i przyłączone do obwodu kirowskiego, zaś w 1959 z obszaru Nienieckiego Okręgu Narodowościowego (dziś: Okręgu Autonomicznego) wyłączono niewielki obszar wraz z osadą Chalmier-Ju i przyłączono go do Komijskiej ASRR. Odtąd obwód funkcjonuje w dzisiejszych granicach.

## Symbole obwodu
Herb obwodu archangielskiego jest nieznaczną modyfikacją herbu guberni archangielskiej, który z kolei opierał się na symbolu miasta Archangielsk i przedstawiał archanioła.
Flaga obwodu przedstawia herb regionu naniesiony na niebieskie tło.

## Gospodarka
Podstawą miejscowej gospodarki jest przemysł. Rolnictwo nie odgrywa większej roli. Duże znaczenie gospodarcze posiadają natomiast miejscowe lasy.

### Przemysł
Głównymi gałęziami przemysłu rozwijanymi w regionie są przemysł rybny, leśny i celulozowo-papierniczy, a także maszynowy (w tym zbrojeniowy) oraz wydobywczy.
Głównymi centrami przemysłowymi są duże miasta, zwłaszcza Archangielsk, Kotłas, Siewierodwińsk, Nowodwinsk, Koriażma i Wielsk.

### Rolnictwo
Rolnictwo, w gospodarce obwodu, z racji trudnych warunków klimatycznych, nie odgrywa większej roli i produkuje tylko na zaspokojenie części własnych potrzeb regionu. Obszary wykorzystywane rolniczo zlokalizowane są na zachodzie i południu obwodu. Uprawiane są głównie rośliny szybko rosnące, które zdążą wyrosnąć i wydać plon w trakcie relatywnie krótkiego okresu bez mrozów. W regionie istnieje także hodowla bydła typu mleczno-mięsnego oraz zwierząt futerkowych.

### Transport
Mimo że sieć utwardzonych dróg jest tutaj dość rzadka, głównym rodzajem transportu stosowanym na terenie obwodu jest transport kołowy. Transport kolejowy ma mniejsze znaczenie z uwagi na to, że kolej dociera tylko do niewielu miejscowości (choć pociągi jeżdżą do Archangielska). Gęsta sieć rzeczna umożliwia wykorzystywanie jej do transportu, zwłaszcza towarów; głównym tego typu szlakiem jest Dwina. Z uwagi na duże odległości znaczenie ma także transport powietrzny. Długa linia wybrzeża podnosi znaczenie transportu morskiego, zaś Archangielsk jest jednym z najważniejszych portów na północy Rosji.

#### Kosmodrom

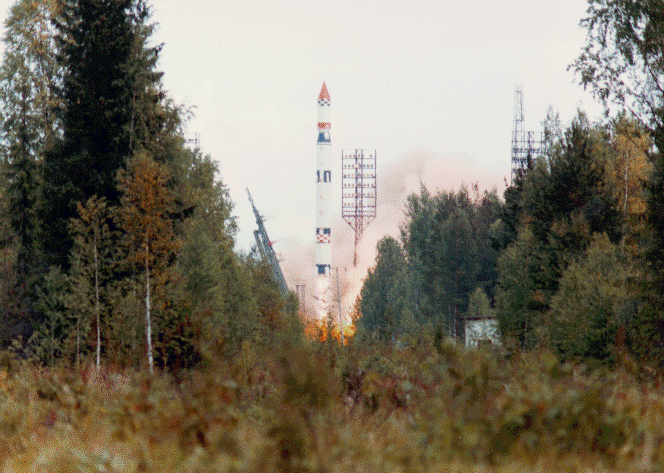
Start rakiety z kosmodromu Plesieck

Na terenie obwodu, ok. 170 km na południe od Archangielska, w pobliżu miasta Mirny znajduje się ważny rosyjski kosmodrom – Plesieck.

### Bogactwa naturalne
Na terenie obwodu znajdują się złoża surowców energetycznych: ropy naftowej, gazu ziemnego oraz torfu. Ponadto istnieją tutaj pokłady skał i minerałów wykorzystywanych w budownictwie, m.in. gipsu, wapieni i anhydrytów. Istotne znaczenie mają także występujące tutaj diamenty. Na południu regionu istnieją bogate złoża soli kamiennej.

## Tablice rejestracyjne
Tablice pojazdów zarejestrowanych w obwodzie archangielskim mają oznaczenie 29 w prawym górnym rogu nad flagą Rosji i literami RUS.